# Fortpflanzungsstrategie

Die Überlebenskurve für fünf unterschiedliche Lebewesen mit unterschiedlicher Fortpflanzungsstrategie.

In den ökologischen Forschungsgebieten Populationsdynamik und  Demökologie werden zwei grundlegende Fortpflanzungsstrategien (oder Reproduktionsstrategien) bei Besiedelung eines Biotops unterschieden, die als r-Strategie und K-Strategie bezeichnet werden.
Wichtige Grundlage für diese Einteilung bildeten Arbeiten der Ökologen Robert H. MacArthur und Edward O. Wilson über die (Neu-)Besiedelung von Inseln (vgl. Inselbiogeographie).
r-Strategen sind Arten, die bei der Fortpflanzung eine hohe Reproduktionsrate (r) aufweisen (z. B. der Grasfrosch mit hunderten sich selbst überlassenen Eiern) und dabei vorhandene Ressourcen über die vorhandene Kapazität hinaus nutzen, während K-Strategen mit der Anzahl ihrer Individuen an ihrer Kapazitätsgrenze (K; carrying capacity) bleiben und so für eine geringere Zahl von Nachkommen mit dafür höheren Überlebenschancen sorgen (z. B. der Mensch mit oft nur einem einzelnen, über viele Jahre betreuten Nachkommen). Dabei geht es um die grundlegende Frage, wie begrenzte Ressourcen an Energie und Stoffen einer Generation für die nächste Generation verfügbar gemacht werden.
Ein absolutes Maß für die Ausprägung der konkreten Strategie einer Art gibt es jedoch nicht, unterschiedliche Arten müssen immer in Relation zueinander betrachtet werden, da die Übergänge fließend sind.

## Überblick
In der r/K Fortpflanzungstheorie wird angenommen, dass der Selektionsdruck die Evolution in eine von zwei allgemeinen Richtungen treibt: r-Selektion und K-Selektion. Die Bezeichnungen r und K für die beiden Richtungen beziehen sich auf einfache mathematische Modelle der Populationsdynamik, wie zum Beispiel
{\displaystyle {\frac {\mathrm {d} N}{\mathrm {d} t}}=rN\left(1-{\frac {N}{K}}\right)}
wobei r die maximale Wachstumsrate der Population (N) und K die Kapazitätsgrenze des Ökosystems darstellt. Die Notation dN/dt steht für die zeitliche Veränderung der Population.

## r-Strategie

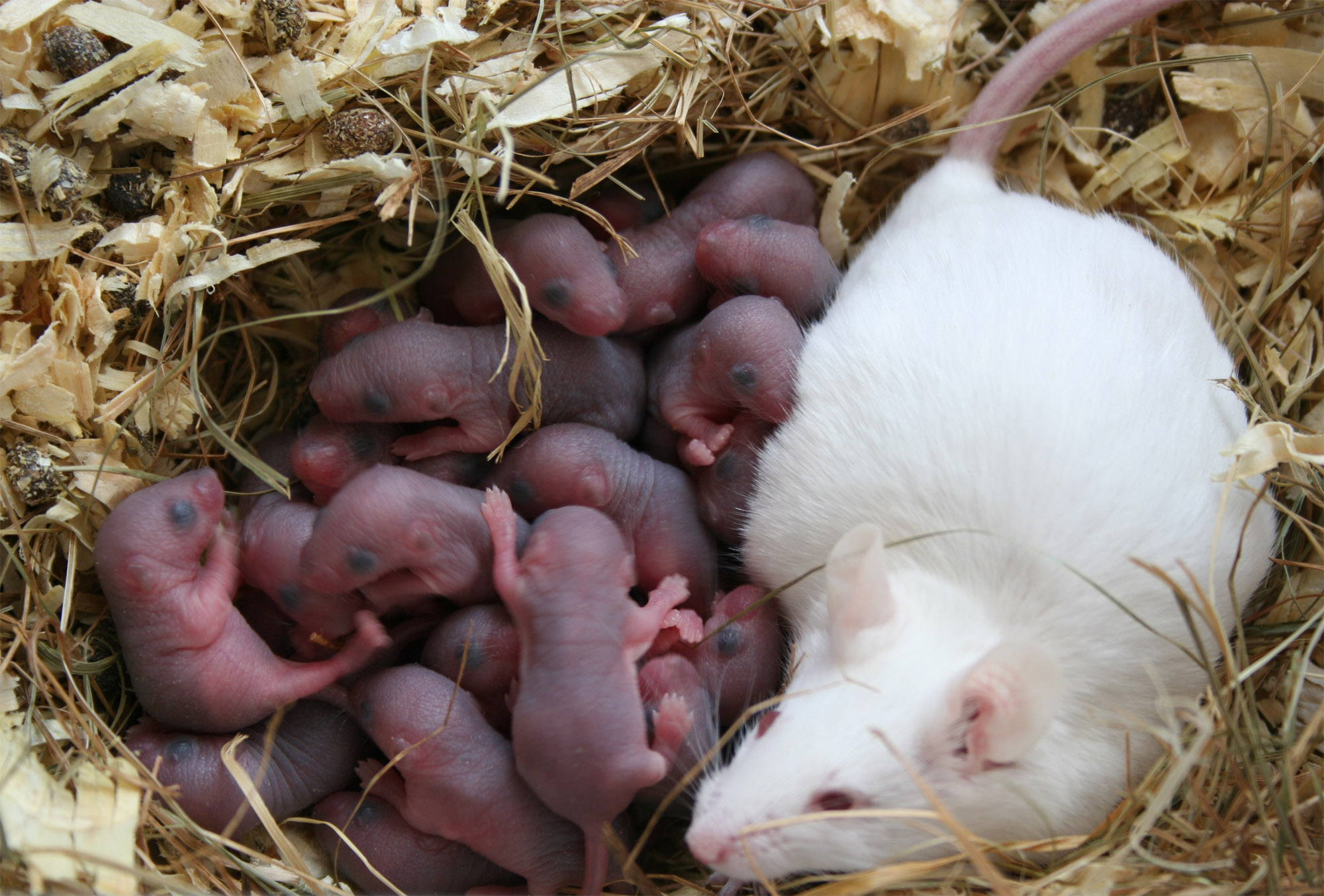
Ein Wurf Mäuse mit ihrer Mutter. Die Fortpflanzung von Mäusen folgt einer r-Selektionsstrategie, mit vielen Nachkommen, kurzer Trächtigkeit, wenig elterlicher Fürsorge und einer kurzen Zeit bis zur Geschlechtsreife.

Die sogenannte r-Strategie orientiert sich an der Wachstumsrate r einer Population, die im diskreten Fall, gemäß {\displaystyle N(t+1)=N(t)+rN(t)} zur Berechnung der Folgegenerationen verwendet wird. Die Wachstumsrate ergibt sich aus der Differenz von Geburtenrate (Natalität) und Sterberate (Mortalität). Die Zahl der Individuen wächst bei einer r-Strategie im Idealfall zunächst exponentiell, bis die Kapazitätsgrenze (K) des Lebensraumes (Habitat bzw. Ökosystem) erreicht ist. Die Kapazitätsgrenze stellt sich durch intraspezifische Konkurrenz ein; oft erfolgt auch durch interspezifische Konkurrenz ein starker Rückgang oder Zusammenbruch der Population.
r-Strategen erzeugen in der Regel sehr viele Nachkommen, investieren jedoch wenig in die Aufzucht, an die jeweils nur geringe Ressourcen weitergegeben werden. Dies hat zur Folge, dass oft nur ein geringer Teil der Nachkommenschaft überlebt. Ein Beispiel dafür ist der Grasfrosch. Jedes Weibchen legt 3000 bis 4000 Eier mit geringem Nahrungsvorrat im Dottersack, eine Brutpflege findet nicht statt. Die meisten Kaulquappen erreichen nicht das Erwachsenenalter. Solche Arten sind in der Lage, neue Lebensräume rasch zu besiedeln. Bei hoher intraspezifischer Konkurrenz und großem Druck an Räubern hat diese Strategie jedoch Nachteile.
Lebewesen mit typischer r-Strategie sind die meisten Mikroorganismen (Bsp. Bakterien) sowie kleine Formen höher entwickelter Organismen (Kleinkrebse, Blattläuse, Blaumeisen, Sperlinge, Mäuse), aber auch „soziale Insekten“ wie Bienen und Ameisen. Zu pflanzlichen r-Strategen zählen insbesondere Pionierpflanzen, die Ruderalstandorte schnell besiedeln können.

### Typische Eigenschaften von r-Strategen
- Rasche Individualentwicklung und geringe Körpergröße
- Kurze Lebensspanne mit hoher Vermehrungsrate
- Früher Fortpflanzungsbeginn, kurze Geburtenabstände, hohe Wurfgröße
- Geringe elterliche Fürsorge

### Bedingungen, die eine r-Selektion begünstigen
- Umweltbedingungen (z. B. Klima) hochvariabel
- Variable Sterblichkeitsverhältnisse, häufig katastrophale Populationsgrößeneinbrüche, häufig extreme Nachkommensterblichkeit
- Mortalitätsfaktoren weitgehend unabhängig von der Populationsdichte
- Populationsgröße extrem schwankend, selten die Kapazitätsgrenze des Lebensraumes erreichend
- Möglichkeit der Neu- oder Wiederbesiedlung von Habitaten durch räumliche Ausbreitung („opportunistische Habitatnutzung“)

## K-Strategie

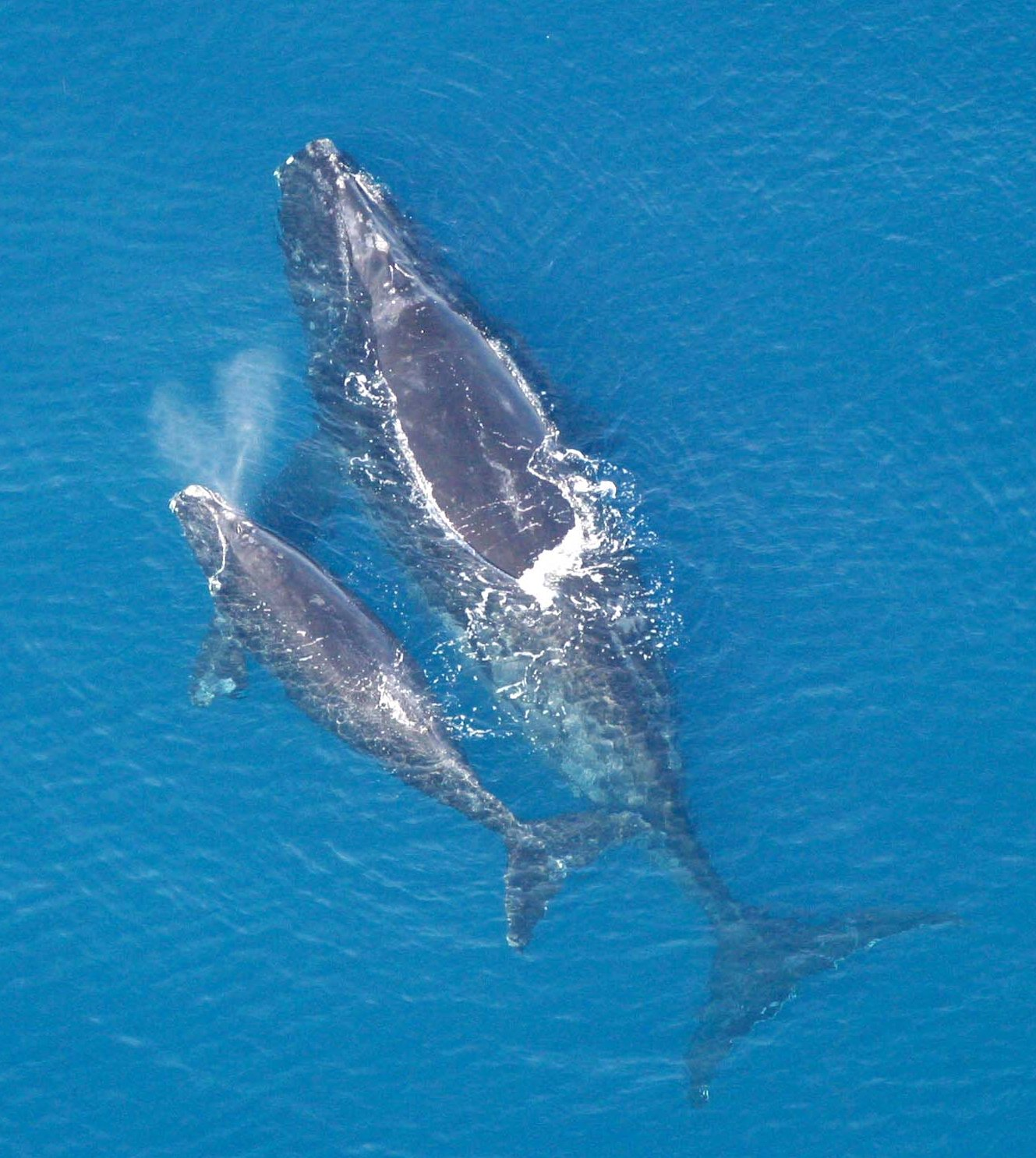
Ein Atlantischer Nordkaper mit einzelnem Kalb. Die Fortpflanzung von Walen folgt einer K-Selektionsstrategie, mit wenigen Nachkommen, langer Trächtigkeit, viel elterlicher Fürsorge und einer langen Zeit bis zur Geschlechtsreife.

Hat eine Population bereits die Kapazitätsgrenze (K) des Lebensraumes erreicht, ist eine Massenvermehrung kaum lohnend. Vielmehr wird nun die Anzahl der Individuen über einen langen Zeitraum nahezu konstant bleiben und der Schwerpunkt wird bei den Nachkommen auf eine „bessere Qualität“ gelegt. Demzufolge ist die Vermehrungsrate bei K-Strategen relativ gering, dafür haben diese Arten eine hohe Lebenserwartung, unter anderem aufgrund der hohen Investition in den Nachwuchs (zum Beispiel lange Brut- oder Aufzuchtphase). Auch findet sich oft eine Absicherung des Reviers. Diese Verhaltensweise wird auch „Platzhalterstrategie“ genannt.
Darüber hinaus findet sich bei K-Strategen die Fähigkeit, gegebene Ressourcen unter starken Konkurrenzbedingungen besser zu nutzen, als dies bei anderen Strategietypen der Fall ist. So erhalten K-Strategen die Individuenzahl nahe der Umweltkapazität bzw. der ökologischen Kapazität (K).
Zu den Organismen, die man als K-Strategen bezeichnet, gehören viele Säugetiere wie Bären, Biber, Wale, Elefanten, Primaten (auch der Mensch ist ein ausgeprägter K-Stratege) und Vögel.

### Typische Eigenschaften von K-Strategen
- Langsame Individualentwicklung und hohe Körpergröße
- Lange Lebensspanne mit geringer Vermehrungsrate
- Später Fortpflanzungsbeginn, lange Geburtenabstände, geringe Nachkommenanzahl
- Ausgeprägte elterliche Brutpflege

### Bedingungen, die eine K-Selektion begünstigen
- Umweltbedingungen (z. B. Klima) relativ konstant
- Sterblichkeit abhängig von der Populationsdichte
- Relativ stabile Sterberaten, relativ geringe Kindersterblichkeit
- Populationsgröße relativ konstant, an der Grenze der Kapazität des Lebensraumes
- Gesättigte Habitate, keine Erschließung neuer Habitate möglich („konsistente Habitatnutzung“)
- Kaum räumliche Ausbreitung
- Eher ältere Habitate